# 樋渡啓祐
樋渡 啓祐（ひわたし けいすけ、1969年〈昭和44年〉11月18日 - ）は、日本の政治家、連続起業家（シリアル・アントレプレナー）、一般社団法人理事・理事長、経営者。樋渡社中株式会社代表取締役、宇多津町まちづくりアドバイザー、一般社団法人巨樹の会理事、株式会社地域経済活性化支援機構社外取締役、一般社団法人全国空き家バンク推進機構理事長。
前武雄市長（3期）、2015年にCCCが設立した子会社ふるさとスマホ株式会社（後に株式会社TSUTAYAに吸収合併され解散）の代表取締役社長に就任、2016年から会長だった。2017年1月18日にホワイトテクノロジー株式会社を設立し、2018年8月31日まで代表取締役だった。
佐賀県武雄市朝日町生まれ、東京大学卒業。
総務省で沖縄振興特別措置法に関わるなどした後、高槻市市長公室長を経て、2006年に武雄市長に当選し、当時日本で現役最年少の市長になった。日本で初めて市のホームページをフェイスブック化したと称したこと（SNSとの関わりの項を参照のこと。）、「佐賀のがばいばあちゃん」の誘致などで知られる。市民病院の民間移譲や武雄市図書館・歴史資料館のリニューアル（「ツタヤ図書館」）などで民間業者を使う斬新な施策を実施し注目を集めたが、その手法が「独善的」「話題先行」などとして批判も受けた。

## 来歴
- 1969年（昭和44年）- 佐賀県武雄市朝日町生まれ[2]。
- 1988年（昭和63年）- 佐賀県立武雄高等学校卒業[13]。
- 1989年（平成元年）[23]- 東京大学入学[17]。
- 1993年（平成5年）- 東京大学経済学部卒業、総務庁入庁[2]。
- 1994年（平成6年）- 総務庁長官官房総務課[13]。
- 1996年（平成8年）- 沖縄開発庁振興局調整係長[13]。
- 1997年（平成9年）- 内閣官房（中央省庁再編基本法準備室）主査（外務省等担当）[13]。
- 1998年（平成10年）- 内閣中央省庁等改革推進本部事務局主査（総括班）[13]。
- 2000年（平成12年）- 内閣府（沖縄新法準備室）参事官補佐[13]。
- 2002年（平成14年）- 総務省大臣官房管理室（公益法人改革担当）参事官補佐[13]。
- 2003年（平成15年）- 大阪府高槻市市長公室長出向[13]。
- 2005年（平成17年）- 総務省大臣官房秘書課課長補佐、総務省退職[13]。
- 2006年（平成18年）- 合併後初の武雄市長選挙立候補、当選[24]。テレビドラマ『佐賀のがばいばあちゃん』ロケーション撮影の誘致を企図。
- 2007年（平成19年）- 関西大学客員教授着任[25]。
- 2008年（平成20年）- 自治体病院の経営形態を巡る対立から市民グループが市長リコールの方針を固めたことに対し辞職で応じ、出直し選挙で再選。関西大学離任[26][要出典]。
- 2010年（平成22年）- 一般社団法人巨樹の会への武雄市民病院の移譲を判断。武雄市長に再選（2期目）。
- 2011年（平成23年）- 通販サイトF&B良品の開設を指揮。
- 2013年（平成25年）- 9月9日、3期目の出馬を表明。
- 2014年（平成26年）
  - 4月6日、武雄市長に3期目（出直し選を含め4回目）の当選[27]。
  - 7月4日、武雄市観光協会長に就任。任期2年[28]。
  - 11月27日、古川康佐賀県知事が第47回衆議院議員総選挙出馬のため辞職したことによる後継知事選挙に立候補する意思を固め、市長辞職願を武雄市議会議長に提出[29]。
  - 12月3日、武雄市議会にて辞職願が同意され、任期の過半を残して武雄市長を辞職[30]。
- 2015年（平成27年）
  - 1月11日、佐賀県知事選挙へ立候補するも落選[31]。
  - 1月29日、メールマガジン『樋渡啓祐の地方創生ここだけの話』の発行を発表[32]。
  - 2月2日、樋渡社中株式会社を設立[33]。
  - 2月19日、武雄市観光協会長を辞任[34]。
  - 6月1日、一般社団法人巨樹の会理事に就任。法人登記上の就任日は同年6月5日[35]。
  - 6月29日、株式会社地域経済活性化支援機構社外取締役（地域経済活性化支援委員）に選任、同日就任[36]。
  - 7月1日、非常勤の武雄市地方創生アドバイザー（特別顧問）に就任[37]。任期は3月末までだったが[38]、継続され、2018年11月28日までに辞任[39]。
  - 7月14日、武雄市図書館・歴史資料館の業務委託契約をめぐって起こされた、武雄市を被告とし1億8千万円の損害賠償を求める住民訴訟の被請求者となる[40]。
  - 7月28日、ふるさとスマホ株式会社代表取締役社長に就任[41]。
- 2016年（平成28年）
  - 3月31日、ふるさとスマホ株式会社代表取締役社長を辞任。後任に、CCC取締役CSO（チーフ・セキュリティ・オフィサー）兼CPO（チーフ・プライバシー・オフィサー）の杉浦敬太が就任。
  - 4月1日、ふるさとスマホ株式会社で、取締役会にも属さず代表権も業務執行権も持たない会長に就任。
  - 4月22日、谷口攝久武雄市議とその妻が市長在任時の樋渡に名誉を棄損されたとする裁判で、佐賀地裁から28万円（武雄市側は33万円）の賠償金支払い命令を受ける[42]。
  - 5月6日、上記名誉棄損訴訟で、被告の樋渡、原告の谷口ともに控訴をせず、樋渡と武雄市が谷口とその妻に賠償金を支払う命令を伴う判決が確定[43]。
  - 11月1日、株式会社自治体構想（カブジチ構想）を、株式会社デジタルデザイン取締役（当時）の松田元と共に展開するとFacebook上に投稿[44][45]。
- 2017年（平成29年）
  - 1月18日、A・Tコミュニケーションズ株式会社の取締役会長豊泉博らと共に、法人・個人向けに暗号セキュリティソフトウェアや関連ソリューションの販売・開発を行うホワイトテクノロジー株式会社を設立、代表取締役に就任[11]。
  - 6月1日、ふるさとスマホ株式会社が解散（株式会社TSUTAYAに合併）。
  - 6月27日、空き家問題の解決を目指す一般社団法人全国空き家バンク推進機構が設立され、理事長に就任[8]。
- 2018年（平成30年）
  - 8月31日、ホワイトテクノロジー株式会社代表取締役及び取締役を辞任。

## 生い立ち
兼業農家の家庭に3人兄弟の長男として生まれたと語る。両親は「県庁の職員」であったとすることもあれば、「サラリーマン」とし「政治には全く縁遠い立場」とすることや、「私は兼業農家の小せがれ」とだけ演説することもある。
保育園は中退し、小学校・高校時代は不登校、大学入学当初も引きこもり気味だったと、さまざまな媒体で述べている。武雄市議会でも、「保育園中退、小学校不登校、中学校もあまり行ったり行かなかったり、高校になると、もう本当に進学でね、武雄高校進学でもうフォアグラ状態ですよ。ですので、それに反発して不登校。大学時代は、みんな頭がよすぎて、僕寝たきり、床ずれができましたよ。」と答弁している。一方、学生時代に海外へ40か国くらい行ったともしている。

## 人物

### 政治家として
「政策は商品。市民はお客さん。スピードは最大の付加価値」「逆風も体の向きを変えれば順風になる」などのキャッチフレーズを繰り返し唱えるその政治姿勢は、マスコミにより「樋渡流」と呼ばれた。
武雄市長在任時は、トップダウン型の改革派と評され自民党衆議院議員河野太郎が「私は『樋渡教』の信者です」と演説したのをはじめ、樋渡を信奉する政治家が増えた。ある武雄市議によれば、その政治スタイルから「佐賀の橋下徹」とあだ名されていたという。その他、実業界では孫正義を筆頭とするソフトバンクグループ各社の要職者との接触も、樋渡自身からの働きかけをきっかけに実現したとされる。学術界には慶應義塾大学大学院メディアデザイン研究科の中村伊知哉や東洋大学の松原聡といった知己がいる。また、元スポーツライターでタレントの乙武洋匡とも親交がある。武雄市への行政視察は樋渡が市長になった平成18年度から平成25年度までは単純増加ではないが増加傾向にあったものの、平成26年度には数を減らしていた。
樋渡のこうした積極的な交友関係づくりについては、例えば仲川元庸奈良市長が疑惑を持たれた行動のきっかけとして樋渡を批判する向きもあった。そうした批判に留まらず、言動や政治手法に対する批判もあった。他の首長の選挙における応援演説では、対立候補を徹底的にこき下ろしたとされる。
2012年4月、香川県綾歌郡宇多津町の「まちづくりアドバイザー」に就任。3年間の就任期間中、宇多津町にて講演を行った。就任に際して「無償なので、お受けする」と述べたが、樋渡講演会経費には謝金が計上され謝金が支払われた。
武雄市長選挙では2008年の出直し選挙（市民病院民間移譲問題の項を参照のこと。）も含め、毎回「独善」「独断専行」と批判を受け続けてきた。市長を辞職して出馬した2015年1月投票の佐賀県知事選挙でも、県農政協議会幹部から「独善的だ」と評されるなど批判が根強く、対立候補が立てられた。樋渡は、過去に他の自治体の首長選を応援した際に対立候補への自公の推薦・応援を痛罵したことがあるにもかかわらず自公推薦を受け、選挙戦に臨んだ。なお、樋渡の武雄市長辞職から佐賀県知事選立候補の告示までの間に、佐賀市と武雄市の建設会社から各百万円の寄付が自民党佐賀県武雄市第二支部に対して行われ、さらにその寄付金計二百万円が「ひわたし（樋渡）啓祐後援会」へと寄付されたことが迂回献金ではなかったかと指摘されている。
選挙期間中は、自民党幹事長谷垣禎一をはじめとする国会議員が次々と佐賀県に応援に入り樋渡を支えたが、結果は落選となった。落選直後には与党政権の推し進める農協改革に地元農協が一致結束して抵抗した結果との評価もあったが、やがて自民党の副総裁高村正彦は「人選の仕方に問題があった」、選挙対策委員長茂木敏充は「自民党が推薦した候補の政治手法が争点となった」、さらに経済再生・TPP担当相甘利明は2014年12月14日に行われた衆院選で政策は支持されたとしつつも「候補者が支持されなかった」とそれぞれ評した。また、ジャーナリスト山田厚俊は自民党衆院議員の「なぜ、あんなヤツを推薦したんだ」という声とともに選挙プランナー松田馨の「候補者個人の資質の問題といっていいのではないか」という分析を伝えた。一方、対立候補を推した佐賀県農政協議会会長中野吉實は、勝因分析として県民が樋渡の政治姿勢に「脅威を感じて」いるとした。

### ツタヤ図書館
武雄市長在任時の樋渡は、東京都渋谷区にある代官山蔦屋書店に極めて強い感銘を覚え、TSUTAYAおよびTポイントサービスを運営するカルチュア・コンビニエンス・クラブ（CCC）を武雄市図書館・歴史資料館の指定管理者とすることを、求婚に例えるほど強力に推進した。2012年には武雄市市議会で議案が可決され、実績のなかったCCC（後に「（当時は）ド素人でした」と自ら振り返ったほどである。）が指定管理者に指名された。このような、自身の強い意思に基づく指定管理者制度の推進を、樋渡は「明るい癒着」と呼んだ。しかし、こうしたトップダウン型の指定管理者選定に対する、公共事業事業者選定の際の入札等の手続きを公正に実施したものなのかどうかといった疑問の声は、住民監査請求を経て、樋渡を1億8千万円の損害賠償の被請求者とする住民訴訟の提起に至った。
2013年4月1日、CCCが中心となって実施された武雄市図書館の全面改装が完了し、蔦屋書店とスターバックスコーヒーの店舗が1Fのスペースの主要な部分を占めるという新・武雄市図書館の運営が開始された。（蔦屋書店の店舗名は、「蔦屋書店 武雄市図書館」である。）この、蔦屋書店とスターバックスを中心に据えるいわゆる「ツタヤ図書館」のスタイルは、後述の他の自治体でも踏襲された。ちなみに、樋渡自身は後にスターバックスとドトールコーヒーとの比較で、「スタバ（スターバックスコーヒーの略称）は普段使いには高すぎるし、どこもかしこも混んでいるので敬遠気味。」と評価している。
樋渡の市長在任時から辞職後に至るまで、武雄市図書館蔵書の入替えに伴う貴重な歴史資料等の廃棄・除籍、および蔵書購入・選書リストに対する批判の声が主にネット上を中心に高かったが、2015年の夏以降は、マスコミや週刊誌等でも、指定管理者として事業委託を受けたCCCおよびそのグループ会社が過去に実施した選書方針への批判が起きた。これを受け、CCCは増田宗昭社長兼CEOの名で異例の「反省」コメントを発表した。さらに、その翌日には武雄市から教育長名で蔵書購入についての説明がなされた。この説明では、「委託業務を進める上で、利用者の安全対策に対応した整備等が緊急に発生したため、（武雄市）教育委員会の判断により委託料の範囲内で調整を図り、中古本（756万円）を購入することで当初予定額（2056万円）を抑え、安全対策を講じることとしました。」と示されている。安全性の問題については、図書館のデザイン段階からネット上を中心に指摘されてきたものでもあった。なお、蔵書購入以外の用途への委託料の使用につき、樋渡自身は「この決定プロセスについては、教育委員会及び現場に委ねており、当時の行政の最高責任者である私が詳細まで関知していなかった」と語っている。しかし、蔵書購入に関する文書の開示請求を受けた教育委員会は、該当する文書が存在しないと回答した。なお、この蔵書購入問題についても図書館リニューアルの経緯に対してと同様に監査請求が行われた。
この蔵書購入・選書問題は、神奈川県海老名市、愛知県小牧市、宮城県多賀城市、岡山県高梁市といった、武雄市図書館の事例を追った各自治体にも飛び火した。
ちなみに、高い位置の書架とダミー書籍の設置理由について、リニューアル後の海老名市立中央図書館館長でCCC執行役員図書館カンパニー長でもある高橋聡は、武雄市図書館での経験を踏まえ「高い位置に本を置くと、CCCの図書館運営の“反対派”に本を取るよう何度も頼まれるから」と説明している。2015年11月5日付の日本経済新聞1面コラム「春秋」は、武雄市図書館に始まるこの選書や配架ぶりを「ずさん」「どんなに雰囲気が良くても値打ちは半減」「書物は泣いているに違いない」と表現した。
2015年10月4日に行われた小牧市の住民投票では、CCCと連携する新図書館建設計画への反対票数が賛成票数を上回り、その結果を受けた形で計画が白紙に戻された。しかし山口県周南市での住民投票における直接請求は議会に否決されるなど、CCCが主体となって企画・構築する公立図書館すなわち「ツタヤ図書館」は、小牧市以外の各自治体ではその計画が続行されている。一方で、先述のダミー書籍や陳列用の洋書類への公金支出が問題視されるといった現象も依然見られている。ただし、「ツタヤ図書館」の発祥の地である武雄市では、既にそれへの批判を許さない空気があるとまで言われている。

### 自治体特選ストア
樋渡は私企業「FB良品」（後にJAPAN satisfaction guaranteedを経て自治体特選ストアへ改称）の推進を図った。FB良品は、JAPAN satisfaction guaranteedの頃には参加自治体の数が14にも及んだ（武雄市、鹿児島県薩摩川内市、岩手県陸前高田市、福岡県大刀洗町、新潟県燕市・三条市（燕三条として合同参加）、栃木県那須町、富山県南砺市、兵庫県多可町、沖縄県石垣市、香川県宇多津町、岐阜県関市、埼玉県坂戸市、徳島県上板町、静岡県三島市）。また、JAPAN satisfaction guaranteedの海外進出を目した日本自治体等連合シンガポール事務所の開設も樋渡が主導し、「やる気のある自治体が組んで、スピード感をもって打って出たい」と語った。
しかし、費用対効果がかんばしくないといった理由による複数自治体の相次いで脱退し、自治体特選ストア自体も苦戦を強いられ続けていた。
2018年3月1日、Facebook上に設置された自治体特選ストアのページで、同年3月29日付での「閉店」が告知された。3月1日時点の参加自治体は、武雄市、燕三条、南砺市、福島県郡山市の4地域のみであった。

### 初等公教育への介入
武雄市長時代の樋渡によるもう一つの代表的な取り組みとして、2014年4月には約1億2298万円の公費を投じ、KEIAN社製のタブレットを用いたICT教育や、反転授業「スマイル学習」の試みを武雄市内の11の小学校で開始した。また、同年6月にはDeNAや東洋大学と共同で小学校一年生に向けたプログラミング教育を開始すると発表した。さらに2015年4月には、特異な授業メソッドを提唱する学習塾「花まる学習会」のノウハウを取り入れた「官民一体校」による授業が開始された。
2015年6月に行われた第1次検証報告会では、「タブレットを使った反転授業が成績向上に寄与した可能性がある」と市側から発表された。しかし、タブレット機種選定の過程についての疑念やタブレット授業の現場における不具合などの混乱が生じたことへの批判もあった。さらに同年9月に行われた第2次検証報告会では、「（武雄市）ICT教育が効果を上げ始めている」とした。
2017年3月の第3次検証報告会では、東洋大学の松原聡（樋渡との関係については、政治家としての項を参照のこと。）が、「スマイル学習」がもたらしたとされるごくわずかな成績向上について「うれしい結果」と評価しつつも、「統計的に有意な差とは認められない。今後はスマイル学習の優位性を測るための指標やテストの開発も必要だ」と指摘し、研究の軌道修正を伴うさらなる継続を表明した。なお、「スマイル学習」に関わる教育現場の教職員60人に対し東洋大学が意識アンケートを行った際、6割近くの教職員が、今後は「スマイル学習」の実施回数を減らしたいと答えたことも第3次検証報告会で明らかにされた。
ちなみに、武雄市と東洋大学は、デジタル教材を用いた上述の「ICT教育」実証研究を全国初の試みであると2017年10月初頭に主張している。しかし、両者の実証研究よりも前に富士通ネットワークソリューションズが東北大学および東京都杉並区立和田中学校と共同で2012年春を目途に実証研究を始めた事例があった。

### 発言
武雄市長在任中の2013年12月、武雄市職員がGumblarウイルスに感染して他のユーザにスパムメッセージを発信してしまったことを指摘したユーザをFacebook上で「ひまじんうんこ」と侮辱した。
ちなみに、「千葉市職員のソーシャルメディアの利用に関するガイドライン」を元に武雄市で2011年2月に作成された「情報発信に関するガイドライン」には、「情報発信にあたっての基本原則―情報発信に当たっての基本ルール」の項で、以下の指針が示されている。
- 武雄市職員としての自覚と責任を持った発言を行うこと。
- 他の利用者とトラブルが起きないように、冷静・誠実な対応を心がけること。
- 公序良俗に反する発言はしてはならない。

また、同じ「情報発信に関するガイドライン」の「情報発信にあたっての基本原則―具体的な『してはならない』事例」の項で、「相手が誰であろうとも、不敬な(相手を馬鹿にしたり、悪口など)言い方、発言」という例示がある。
こうした一連の言動に対しTwitter上でなされた批判を、樋渡は市長辞任後に、「Twitterはバカばっかですから、もうやめた(笑)」と回顧する一方でこれまでの自身の行動への批判者を「敵」と称しつつ、「でももう市長でもなんでもないし、どんなことも好きにできるから、もっと彼ら(敵)がイライラすることをやっていこうって考えてますよ(笑)」と語っている。
2014年6月の武雄市議会会期中に、自民党所属の谷口攝久議員に対し「借金を踏み倒している」などと発言し、あわせて自身のブログ「武雄市長物語」（当時）で「その（谷口）市議は、自分の議席で、ヘラヘラ笑っていました。許さん。また、いつも偉そうにご高説を曰わる御仁なだけに、その態度は許せないし、情けなさすぎる。」などと記した。谷口とその妻が樋渡のこれらの言動を自分たちへの名誉棄損として提起した訴訟で、2016年4月、佐賀地裁は樋渡と武雄市に計61万円の賠償金の支払いを命じる判決を下した。
2015年8月22日、兵庫県川西市の集合施設「アステ川西」で開かれた川西青年会議所による講演会で、「あほな医者ども」（市民病院民間移譲問題の項を参照のこと。）「ホリエモンは麦飯の香り」と発言した。
2015年9月に岐阜県可児市で開かれた可児青年会議所による講演会で、「民放は金魚のフン」「（増田宗昭）CCC社長は女郎屋の息子」などの発言を行い、後で樋渡自身が「反省」を表明した。
2005年12月19日高槻市議会で、総務省から高槻市へ出向していた樋渡が奥本務市長の意を受け学園まちづくり連絡協議会で関西大学、平安女学院大学との連携協定締結について発言、関西大学の高槻市進出の契機となったと認識していると答弁した。2008年11月17日に関西大学政策創造学部で「地域再生へのシナリオ〜武雄市の戦略〜」を講演する。

### 韓国との関係
何度も韓国を訪れ、韓国の地方自治体の人々と知己を得ているとしている。
作詞家田中ユウスケが友人の出身地、武雄市の三間坂を歌詞に入れた曲を韓国の歌手リュ・シウォンが歌ったことをうけ、2007年8月7日の七夕イベントで本人不在のまま「地域振興に寄与した歌手」の認定証をリュ・シウォンに贈った。樋渡はブログで「リュ・シウォンさんin三間坂」と題して三間坂が「リュ・シウォンさん認定第一号地域」となったことを記し、「一言でいえば、柔らかい確かな存在感。今の日本人スターにはいませんね。」と何者かの写真を掲げて評した。リュ・シウォンは翌年2008年7月13日に武雄市を訪れた。
2012年2月に九州観光機構が韓国済州島のウォーキングコース「済州オルレ」を模し韓国人旅行客誘致のため武雄コースを含む九州オルレを選定。樋渡はこの九州オルレ武雄コースを「武雄オルレ」と称し、アピールにつとめた。

### SNSとの関わり
公人のソーシャル・ネットワーキング・サービス（SNS）発信について最初期の一人を自称し、かつてはその利用を好んでいた。なかでもFacebookを利用した活動のため多くのマスメディアから「フェイスブック市長」との異名をうけた。樋渡も、知事選落選後の活動において、SNSやFacebookに助けられたと述べている。
2010年8月19日に「日本ツイッター学会」と称する私的集団活動を開始し、同年9月に武雄市職員390人へTwitterのアカウントを配布した。2011年2月に「日本ツイッター学会」の主催でFacebook講習会を開催、「日本フェイスブック学会」と称する私的集団活動を開始して、「学会長」を名乗る。ただし2012年の学会総会には武雄市物産まつり実行委員会を経由して公費を投入、職員が動員された。
2011年2月、市の公式Facebookページを開設させた。樋渡は当時これを「市ホームページのフェイスブック化」と称していた。同年8月に株式会社SIIIS及び株式会社アラタナとともに、市のウェブサイトを閉鎖しFacebookページに完全移行すると発表したが、ウェブサイトは閉鎖されることなく存続し、Facebookの中に表示するものであった。当初ウェブサイトにアクセスするとFacebookページに強制転送されていたが、しばらくして転送するかどうかを選ばせるように変更された。さらに2012年4月には、武雄市役所内に一般的な広報広聴課に代わる形で「フェイスブック・シティ課」を設置した。
しかし、「完全移行」されたことになっていたサイトからの転送は2015年1月27日に起きたFacebook閲覧障害の後、廃止された。また「完全移行」と称している状態は「一覧性に欠け、検索しにくい」という不満の声が寄せられたとして、8月にサイトを更新し、「完全移行」と称するのもやめた。ただし、Facebook内のページも継続される。
樋渡は政策への反応を集めるのにソーシャルメディアは有用だが、匿名の罵倒が多いためソーシャルメディア上で双方向の議論をする価値はないという考え方を2013年に示した。
佐賀県知事選への立候補にあたって武雄市長を辞職した後、ツイートの大量削除とアカウントの非公開化を行った。知事選に落選すると、Twitterに留まらずFacebookアカウントもいったん非公開化した。再度の公開後、Facebookプロフィールの勤務先を「素浪人」とし、合わせて自身のブログのタイトルも、樋渡社中株式会社（後述）を起業するまでの間「素浪人物語」とした。

### 起業家および経営者として
総務省（当時は総務庁）キャリアから職歴を始めて以降武雄市長を務めるまでは、企業勤務や起業の経験は一切なかった。とはいえ、起業や新興企業に対しては特に武雄市長時代には強い関心を示していた（ただし佐賀県知事選落選後ほどなく起業に至ったきっかけについては、「食っていかないといけない。だから悩む暇がなかったね。要するに、仕事を取りにいかないといけな（かった）」とも述べている）。
地方創生や企業経営のコンサルティングの会社「樋渡社中」を2015年に起業し、以後講演活動などを行う。
2015年4月24日に開店した福岡市中央区のリラクゼーションスペース「コリニック天神店」は、樋渡が初めてプロデュースした店舗物件とされる。しかし、同店は同年5月19日に「諸般の事情により」閉店した。
2015年7月28日、スマートフォンを利用した高齢者支援・健康増進などを通じた地域活性を目的とする「ふるさとスマホ株式会社（略称ふるすま）」の代表取締役社長に就任した。樋渡の説明によると、CCCとフリービット株式会社の合弁企業であるトーンモバイル株式会社が販売するMVNOサービスおよびスマートフォン・デバイス「TONE」（そのキャッチコピーは、「世界初!! 『持っているだけで健康になるスマホ』へ」である。）を用い、スマートフォン内蔵の歩数計の記録に連動した「健康ポイント」と称する割増し型Ｔポイントの付与サービスなどを高齢者や学生をターゲットとして展開するとしている。ふるさとスマホ株式会社設立当初のサイトは、一枚画像のトップページとメールアドレスへのハイパーリンクのみで構成されていた。
群馬県下仁田町は、町長の金井康行自らが音頭を取り、ふるさとスマホが主体的に実施する実証事業を全国に先駆けて2016年3月に開始した。しかし、町民の間には「携帯電話で十分」「企業の営利活動を町が後押しするのか」などの反対意見も見られた。翌2017年3月7日、下仁田町は実証事業に基づくスマートフォンの町内全戸配布計画を白紙に戻すことを決定した。
2016年3月31日に樋渡は代表取締役を辞任。会長に就任と称したが法人登記からは名前がなくなっていた。4月時点では会社のウェブサイトに会長である旨が記載されていたが、6月にはそれらの記載もなくなった。2017年4月にはトップページへのアクセスを試みると404エラーが表示されるようになった。2017年5月25日付の官報号外第109号に掲載されたふるさとスマホ株式会社の第2期決算公告の貸借対照表は、負債の合計額が資産のそれを上回る債務超過状態であることを示していた。2017年6月1日付けでふるさとスマホ株式会社は株式会社TSUTAYAに合併して解散となった。
2015年11月6日に株式会社デジタルデザイン（2017年5月1日に「SAMURAI&J PARTNERS株式会社」に商号変更）が発表した地方創生事業、いわゆる株式会社自治体構想（カブジチ構想）も、樋渡が力を注いでいた事業の一つである。翌2016年10月17日には、デジタルデザインと佐賀県みやき町との間で「カブジチ構想」第一弾としての協定を締結していた。しかし、デジタルデザイン側は2017年3月17日、みやき町関連の事業からの撤退を表明した。これは、「カブジチ構想」を推進していたデジタルデザイン取締役（当時）で樋渡とも親交のある松田元が同年3月6日付で同社取締役を辞任したことに伴い、事業継続が困難になったためとされている。ちなみに、これまで一貫して樋渡に好意的な記事を書き続けてきたNet IB Newsは、「カブジチ構想」の下で創業されたみやきまち株式会社がコールセンター事業を始めとする地方創生プロジェクトを開始すると伝えている。SAMURAI&J PARTNERSは2017年7月5日、デジタルデザイン時代にTDnetに開示した「カブジチ構想」に関する文書に記載のあった自治体からの依頼を受け、社内外の確認を経て事実と異なる記載があったとして以下を改め、開示内容の訂正を行った。
- 「カブジチ構想」についての自治体の「合意」を、「賛同」に変更
- 開示文書中の、複数の自治体名を削除
- 業務提携交渉中としていた事業者二社に関する記載を全削除

2017年1月18日、ホワイトテクノロジー株式会社(樋渡いわく、略称は「WTC」または「ホワテク」)を武雄市に設立し、代表取締役に就任した。同社は主に地方自治体向けに、マイナンバーの秘匿に有効と主張する単一換字式暗号用「セキュリティフォント」の販売を低廉な価格で行っていくと目されていた。会社設立に先立ち、樋渡は2017年元旦のFacebook投稿で以下のように述べた。
第３弾は、セキュリティー。会社や個人の情報がどんどん漏れる中で、今まではファイアウォールを高く厚くするためにとんでもないお金をかけていたのが、１００分の１の値段で「盗まれても大丈夫」という地に足の着いたセキュリティーを皆さんにお届けします。
樋渡は2018年（平成30年）8月31日付けで代表取締役からも取締役からも辞任した。2018年12月21日現在、ホワイトテクノロジーのホームページはDNSで名前解決ができない状態になっている。

### 天下り問題
市長退任後の2015年6月、在職中に市民病院を移譲した一般社団法人巨樹の会の理事に就任。これに対して、天下りではないかと市民から非難が出た。
また、ふるさとスマホ株式会社代表取締役社長就任人事については、この会社はCCCの子会社であるCCCモバイル株式会社の100パーセント出資で設立されたものであり、武雄市長在任時に樋渡自身が武雄市図書館・歴史資料館の指定管理者にCCCを指名した経緯から、就任早々ネット上を中心に「天下り」「露骨」との批判が起き、週刊誌や女性誌の記事にも取り上げられた。
これを受け、樋渡は自身の有料メールマガジンで「武雄市役所のような弱小自治体からCCCのような日本を代表する企業の子会社の社長になったということは、僕的には下克上(笑)」と記した。

## 受賞・選出
- 2012年
  - 1月 - 「アエラが選ぶ 日本を立て直す100人」に選出（AERA：2012年1月2-9日合併号）
    - AERAは以下の点を98字に納めて記し、それ以外のことは書いていない。
      - 氏名または名称[211]が「樋渡啓祐」であること。
      - （当時）42歳であったこと。
      - 肩書きが（当時）「佐賀県武雄市長」であったこと。
      - 総務省を経ていること。
      - 2006年に武雄市長に初当選したこと。
      - 当時2期目であったこと。
      - 「日本フェイスブック学会会長も務め」としていること（SNSとの関わりの項を参照のこと。）。
      - 「ソーシャルメディアを使った政治を提言」としていること（いつどこでどのように提言したのかは分かっていない）。
      - 「市のホームページもフェイスブックに移行させた」としていること（SNSとの関わりの項を参照のこと。）。

  - 10月 - 「次代を創る100人」にREVOLUTIONISTとして選出（日経ビジネス：2012年10月29日号）
    - 陸前高田市長の戸羽太が紹介文を書き、具体例として「武雄市立図書館〔ママ〕にスターバックスを誘致した」ことのみを挙げ、「従来の常識では、公立図書館に民間企業を入れるなどということはあり得ない」と評した（図書館条例の正式名称でも略称でも「立」は付かず[212]、実際には指定管理者であるカルチュア・コンビニエンス・クラブ（CCC）の目的外使用[213]である蔦屋書店の一部として同社が経営するライセンス店舗[214][216]のスターバックスが設置され、また雑誌発行時点において武雄市と同じ制度で民間企業を指定管理者にしている図書館が全国に205館あった[217]）。

## 著書
- 『DVD付 反省しない。』（KADOKAWA/中経出版、2014年8月28日）ISBN 978-4046005878
- 『沸騰!図書館 100万人が訪れた驚きのハコモノ』（KADOKAWA/角川書店、2014年5月10日）ISBN 978-4041018163
- 『首長パンチ――最年少市長GABBA奮戦記』（講談社、2010年12月7日）ISBN 978-4062166768
- 『「力強い」地方づくりのための、あえて「力弱い」戦略論』（ベネッセコーポレーション、2008年2月22日）ISBN 978-4828863412